# ATP5S
ATP5S (англ. ATP synthase, H+ transporting, mitochondrial Fo complex subunit s (factor B)) – білок, який кодується однойменним геном, розташованим у людей на короткому плечі 14-ї хромосоми. Довжина поліпептидного ланцюга білка становить 215 амінокислот, а молекулярна маса — 24 866.
| 10         |  | 20         |  | 30         |  | 40         |  | 50         |
| ---------- |  | ---------- |  | ---------- |  | ---------- |  | ---------- |
| MCCAVSEQRL |  | TCADQMMPFG |  | KISQQLCGVK |  | KLPWSCDSRY |  | FWGWLNAVFN |
| KVDYDRIRDV |  | GPDRAASEWL |  | LRCGAMVRYH |  | GQERWQKDYN |  | HLPTGPLDKY |
| KIQAIDATDS |  | CIMSIGFDHM |  | EGLEHVEKIR |  | LCKCHYIEDD |  | CLLRLSQLEN |
| LQKTILEMEI |  | ISCGNITDKG |  | IIALRHLRNL |  | KYLLLSDLPG |  | VREKENLVQA |
| FKTALPSLEL |  | KLQLK      |  |            |  |            |  |            |

A: Аланін

C: Цистеїн

D: Аспарагінова кислота

E: Глутамінова кислота

F: Фенілаланін

G: Гліцин

H: Гістидин

I: Ізолейцин

K: Лізин

L: Лейцин

M: Метіонін

N: Аспарагін

P: Пролін

Q: Глутамін

R: Аргінін

S: Серин

T: Треонін

V: Валін

W: Триптофан

Задіяний у таких біологічних процесах, як транспорт іонів, транспорт, синтез АТФ, транспорт протонів, альтернативний сплайсинг. 
Білок має сайт для зв'язування з іонами металів, іоном магнію. 
Локалізований у мембрані, мітохондрії, внутрішній мембрані мітохондрії.